# Garcinia granulata
Garcinia granulata là một loài thực vật có hoa trong họ Bứa. Loài này được Hutch. & Dalziel mô tả khoa học đầu tiên năm 1927.